# Montezumia fritzi
Montezumia fritzi är en stekelart som beskrevs av Willink 1982. Montezumia fritzi ingår i släktet Montezumia och familjen Eumenidae. Inga underarter finns listade i Catalogue of Life.